# Samh (planeta)
Samh (Ypsilon Andromedae c) – planeta należąca do gazowych olbrzymów, znajdująca się w systemie planetarnym Ypsilon Andromedae (Titawin).

## Nazwa
Nazwa własna planety, Samh, została wyłoniona w 2015 roku w publicznym konkursie. Ibn al-Samh był średniowiecznym astronomem z należącej do Maurów Kordoby. Nazwę planety zaproponował Klub Astronomiczny Vega z Maroka.

## Charakterystyka
Jej minimalna masa określona na podstawie pomiarów prędkości radialnej i obserwacji interferometrycznych to 1,8 ± 0,26 masy Jowisza. Orbita tej planety jest nachylona pod kątem 30° względem planety υ And d (Majriti).